# Neliopisthus pectoralis
Neliopisthus pectoralis là một loài tò vò trong họ Ichneumonidae.